# Mistrzostwa Afryki w Judo 2024
Mistrzostwa Afryki w judo rozegrano w Kairze w Egipcie w dniach 25-28 kwietnia 2024 roku, na terenie Cairo Stadium Indoor Halls Complex.

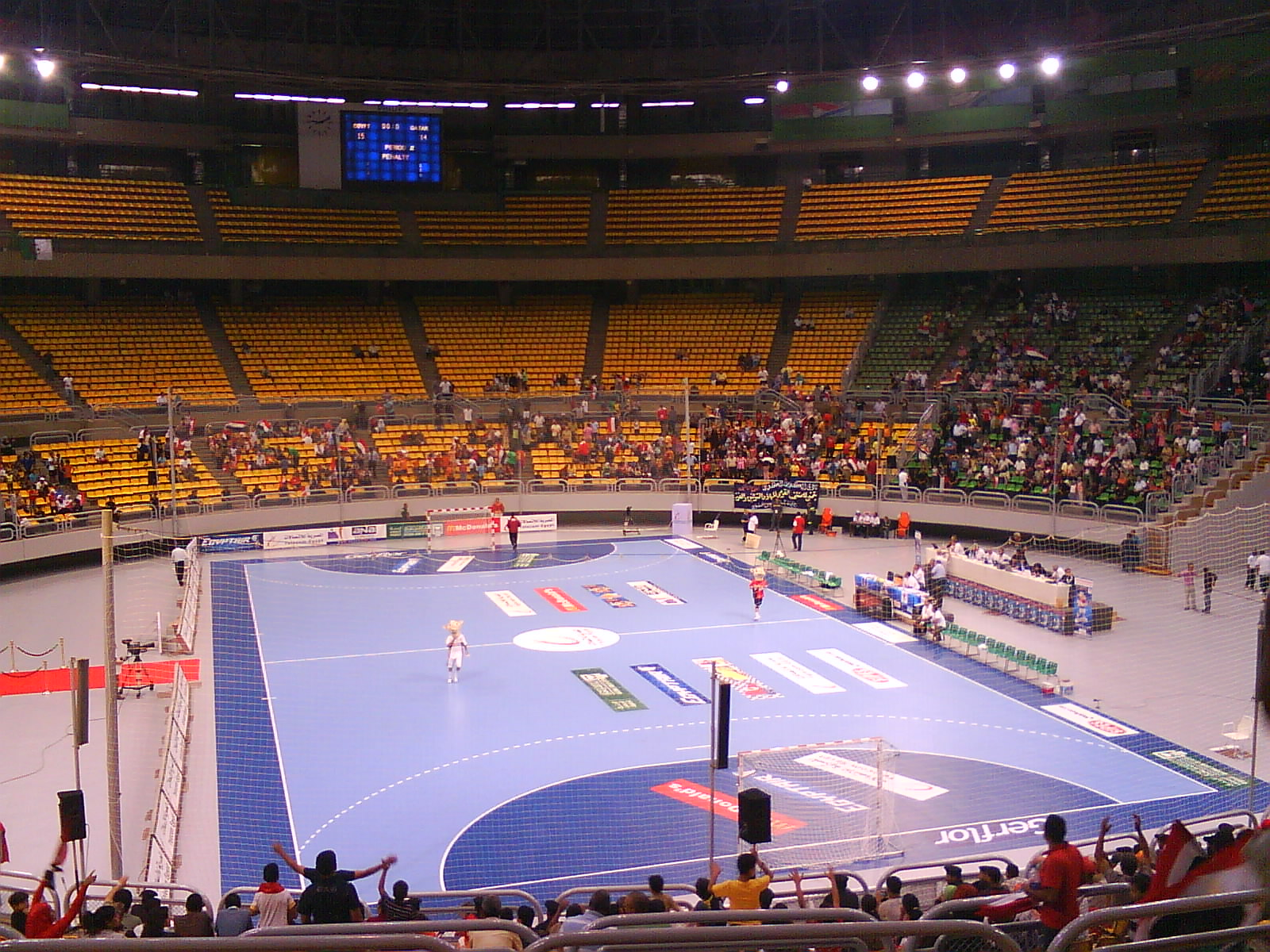
Hala

## Tabela medalowa
Gospodarz zawodów został zaznaczony kolorem.
| Poz.  | Państwo                       |    |    |    | Łącznie |
| ----- | ----------------------------- | -- | -- | -- | ------- |
| 1.    | Egipt                         | 4  | 2  | 3  | 9       |
| 2.    | Algieria                      | 3  | 2  | 4  | 9       |
| 3.    | Maroko                        | 2  | 2  | 5  | 9       |
| 4.    | Tunezja                       | 2  | 2  | 4  | 8       |
| 5.    | Gwinea                        | 2  | 0  | 0  | 2       |
| 6.    | Kamerun                       | 1  | 2  | 0  | 3       |
| 7.    | Angola                        | 1  | 0  | 6  | 7       |
| 8.    | Senegal                       | 0  | 1  | 2  | 3       |
| 9.    | Republika Zielonego Przylądka | 0  | 1  | 1  | 2       |
| 10.   | Republika Środkowoafrykańska  | 0  | 1  | 0  | 1       |
| .     | Mauritius                     | 0  | 1  | 0  | 1       |
| .     | Południowa Afryka             | 0  | 1  | 0  | 1       |
| 13.   | Gabon                         | 0  | 0  | 1  | 1       |
| .     | Gambia                        | 0  | 0  | 1  | 1       |
| .     | Wybrzeże Kości Słoniowej      | 0  | 0  | 1  | 1       |
| .     | Madagaskar                    | 0  | 0  | 1  | 1       |
| .     | Zambia                        | 0  | 0  | 1  | 1       |
| Razem | Razem                         | 15 | 15 | 30 | 60      |

## Medaliści

### Mężczyźni
| Konkurencja:    | Złoto: | Srebro: | Brąz: |
| −60kg           | Younes Saddiki                                                                                                  | Youssry Samy | Simon Zulu Leonardo Barros |
| −66kg           | Kais Moudetere                                                                                                  | Ahmad Abd ar-Rahman | Mohamed Abdel Mawgoud Edmilson Pedro |
| −73kg           | Messaoud Dris                                                                                                   | Alaeddine Ben Chalbi | Faye Njie Rodrigo Fernando |
| −81kg           | Abdelrahman Mohamed                                                                                             | Ahmed El Meziati | Saliou Ndiaye Santos Sebastião |
| −90kg           | Ali Hazem | Rémi Feuillet | Lokmane Daroul Yassine Kouraichi |
| −100kg          | Koussay Ben Ghares                                                                                              | Franck Ulrick Tahman Zan | Mustapha Bouamar Karim Ibrahim |
| Ponad 100kg     | Mohamed Aborakia                                                                                                | Mohamed El Mehdi Lili | Wahib Hdiouech Mbagnick Ndiaye |
| Drużynowo Mikst | Egipt · Tassnim Roshdy · Omar Mahmoud · Farida Magdy · Abdelrahman Abdelghany · Safa Soliman · Mohamed Aborakia | Tunezja · Chaima Sidaoui · Alaeddine Ben Chalbi · Maram Jmour · Abdelaziz Ben Ammar · Sarra Mzougui · Koussay Ben Ghares · (Yassine Kouraichi · Zeineb Troudi) | Algieria · Faïza Aissahine · Messaoud Redouane Dris · Amina Belkadi · Lokmane Daroul · (Mustapha Bouamar · Yamina Halata · Sonia Asselah · Mohamed El Mehdi Lili) · Angola · Andreza Antonio · Antonio Candeiro · Maria Niangi · Rodrigo Fernando · Joaquina Carlos Silva · Santos Sebastião · (Adriano Tchissende · Crislayn Rodrigues) |

### Kobiety
| Konkurencja: | Złoto:                      | Srebro:                      | Brąz:                                       |
| −48kg        | Oumaima Bedioui             | Houaria Kaddour              | Aziza Chakir Virginia Aymard                |
| −52kg        | Soumiya Iraoui              | Djamila Silva                | Faïza Aissahine Chaimae Eddinari            |
| −57kg        | Mariana Esteves             | Jasmine Martin               | Zouleiha Dabonne Andreza Antonio            |
| −63kg        | Amina Belkadi               | Nadia Guimendego             | Sandrine Billiet Chaimae Taibi              |
| −70kg        | Maria Niangi                | Assmaa Niang                 | Sofia Belattar Aina Laura Rasoanaivo Razafy |
| −78kg        | Marie Branser               | Georgika Wesly Djengue Moune | Hafsa Yatim Aya Gaballa                     |
| Ponad 78kg   | Richelle Anita Soppi Mbella | Georgette Sagna              | Zeineb Troudi Sarra Mzougui                 |